# St. Martin (Freiburg-Altstadt)

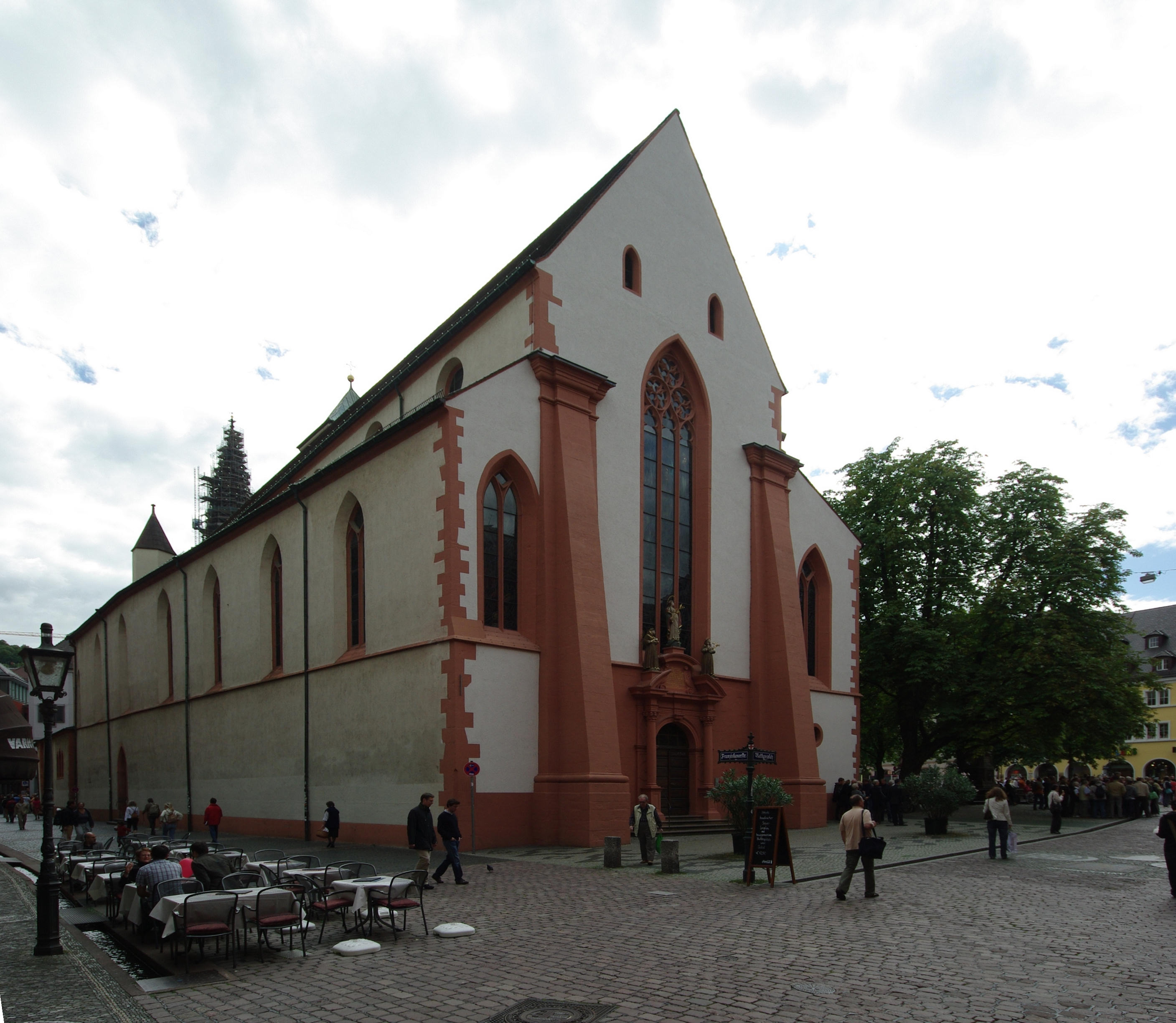
Außenansicht

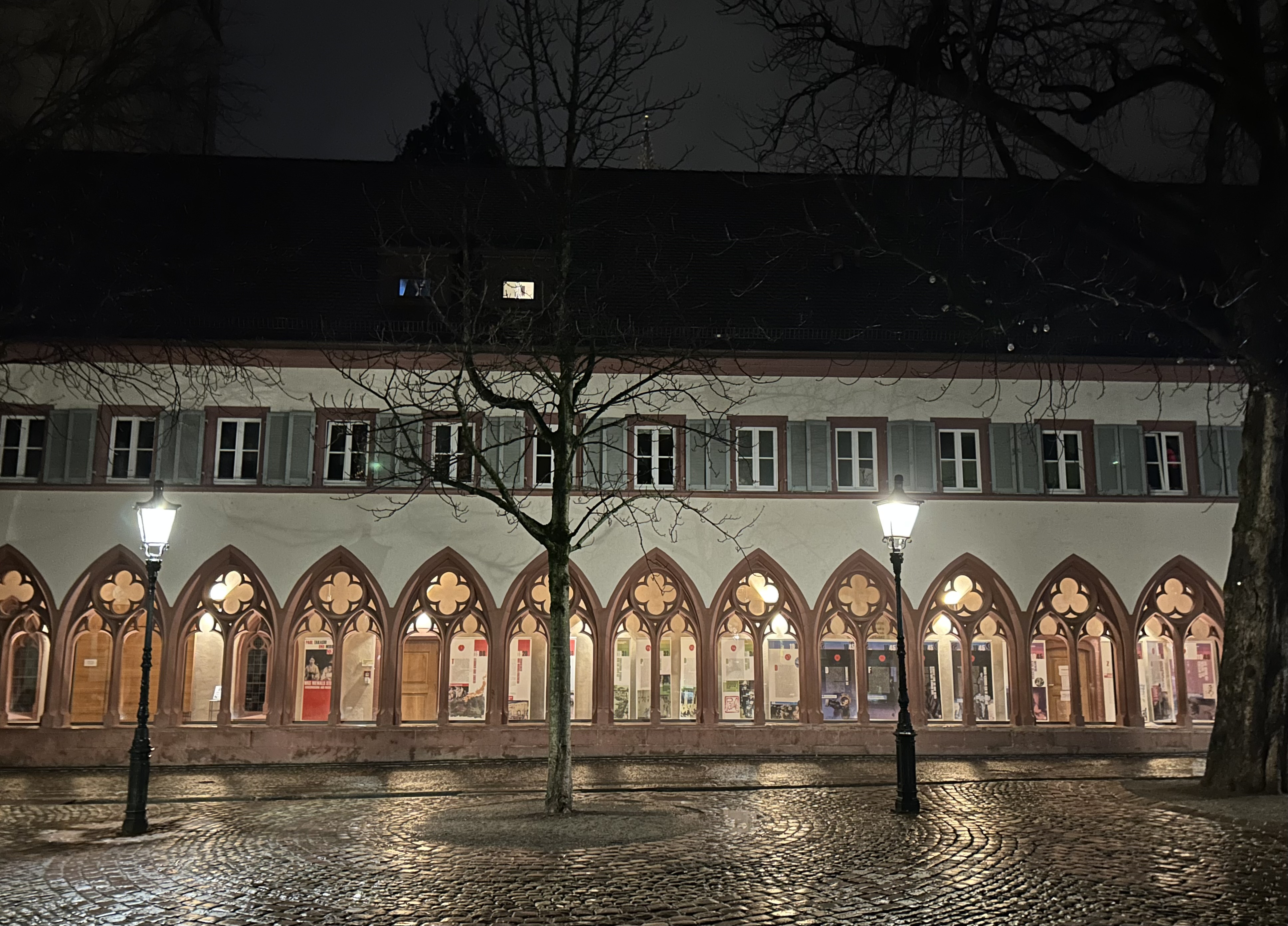
Alter Kreuzgang

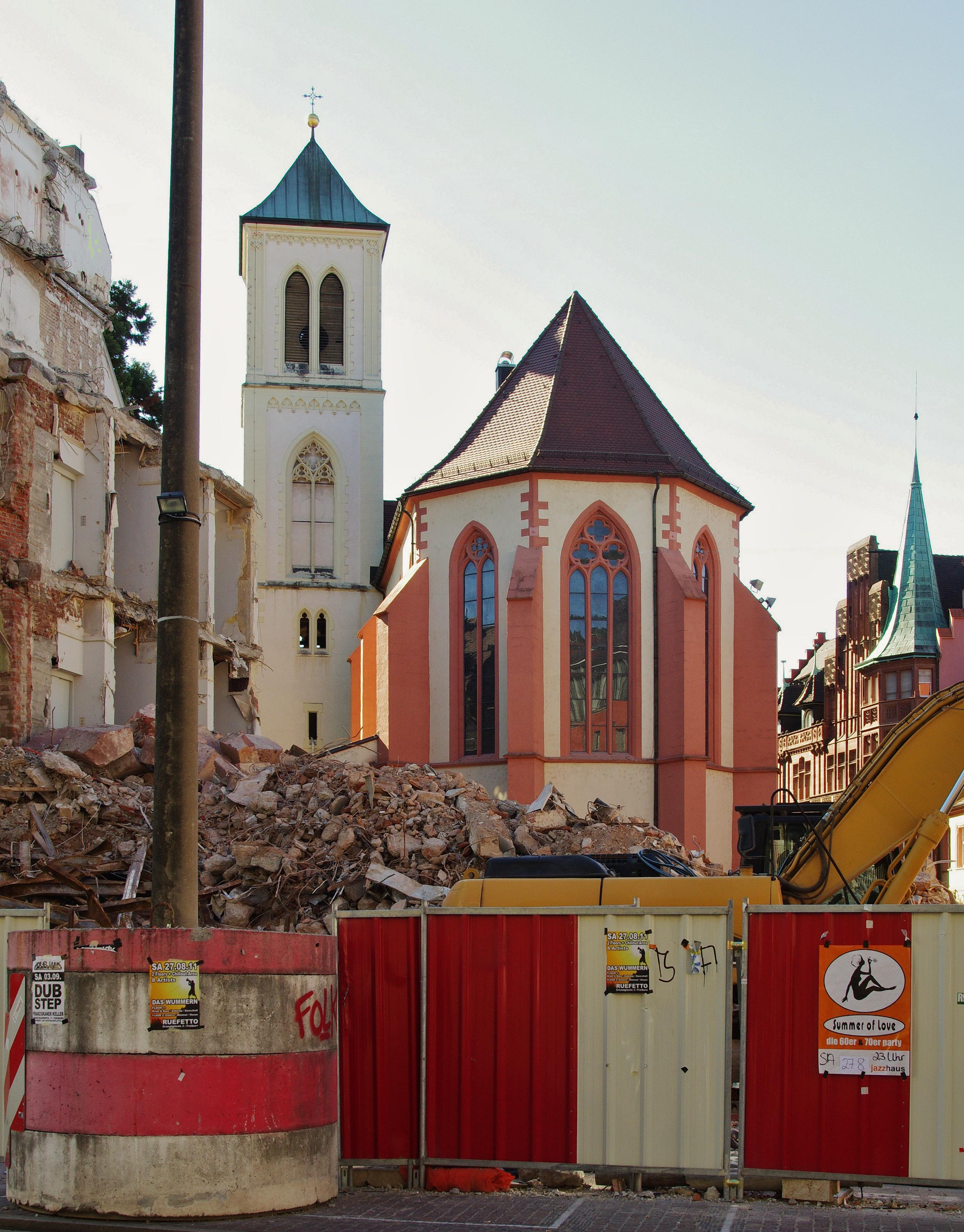
Ansicht von der Kaiser-Joseph-Straße auf den Chor, die nach dem Abriss des Kaufhauses Knopf 2011 kurzzeitig, bis zur Errichtung eines Neubaus, möglich war

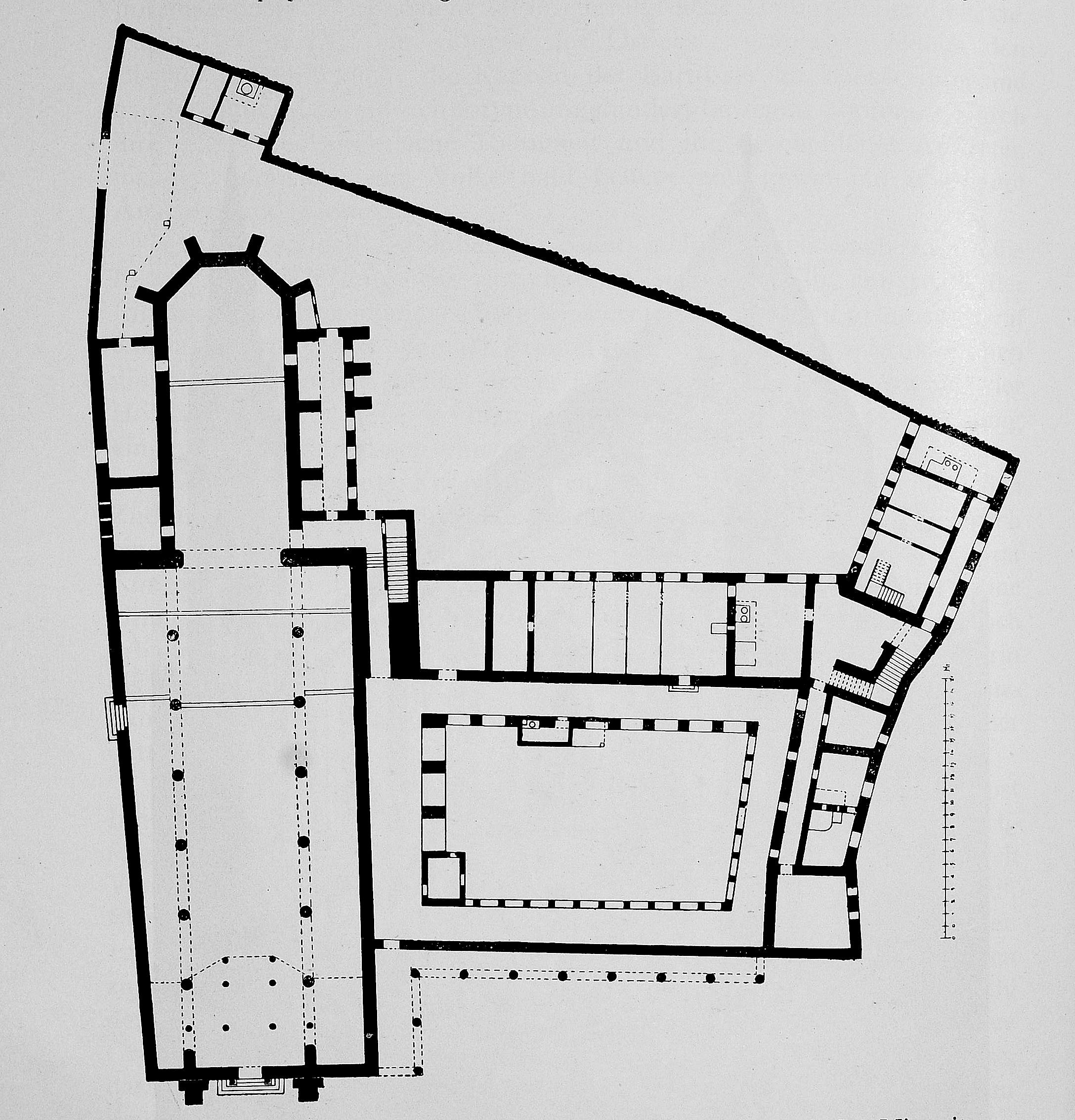
Grundriss von Kirche und Kloster vor dem Teilabriss des Kreuzgangs

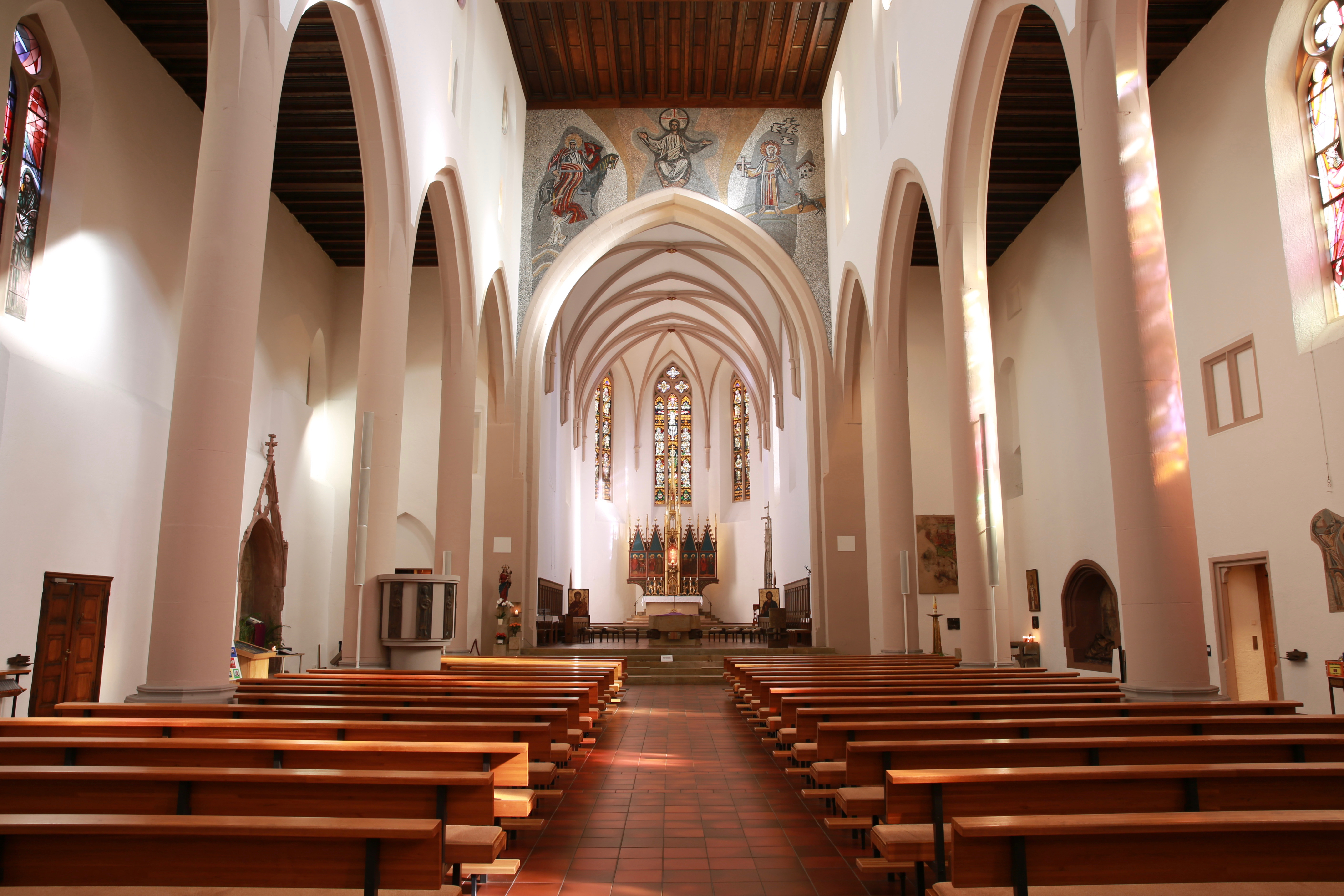
Innenraum

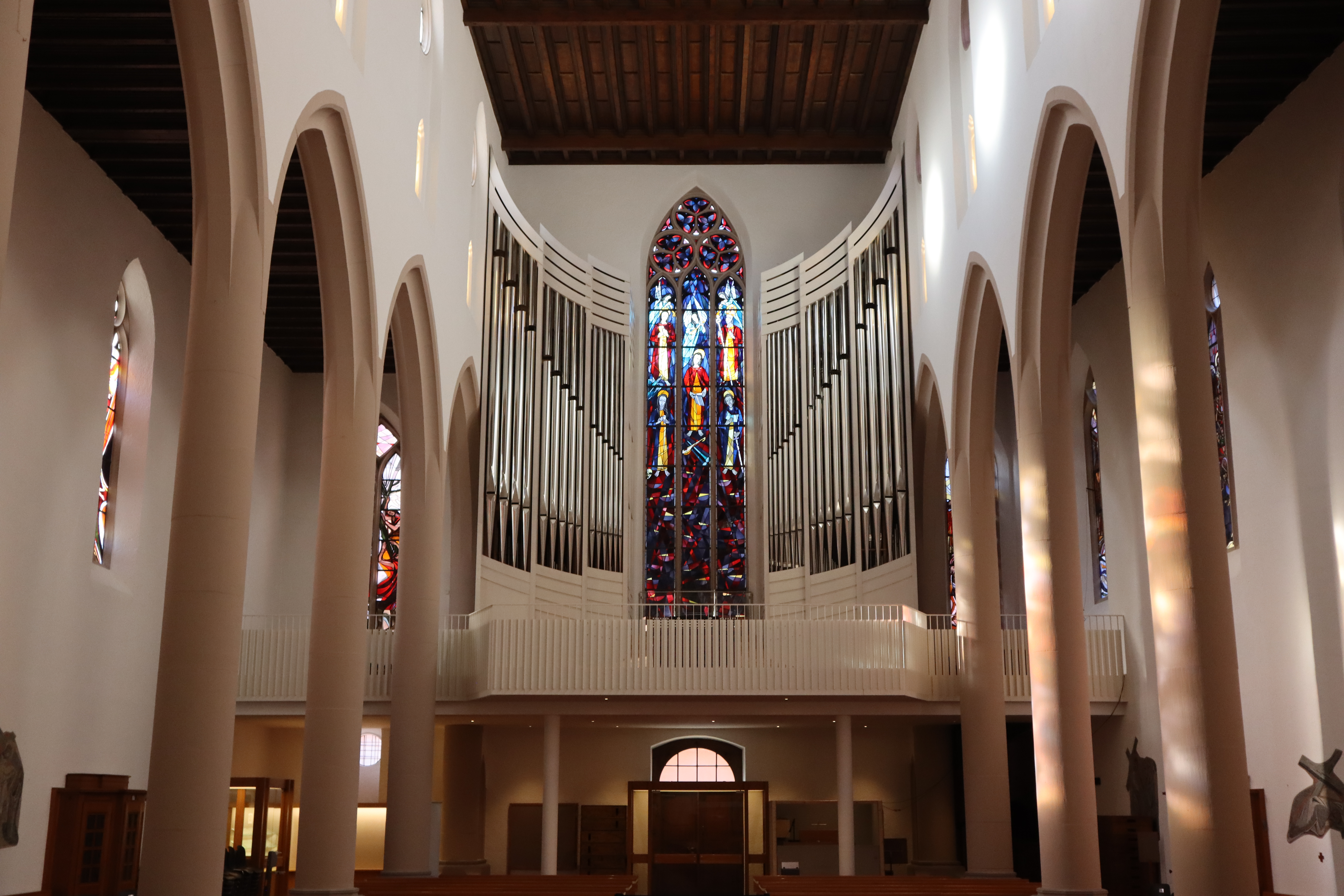
Kirchenschiff nach Westen mit Orgel

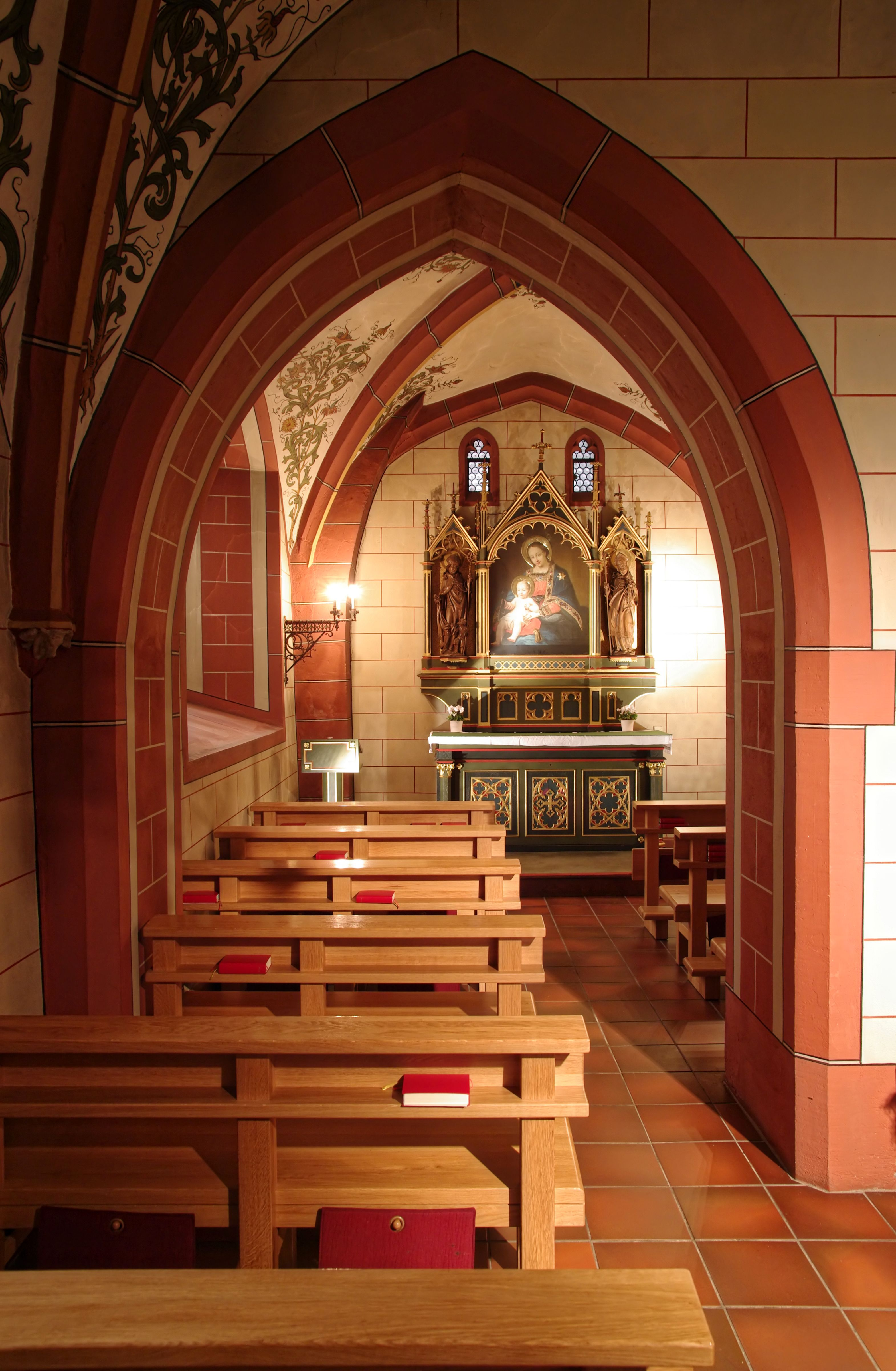
Marienkapelle

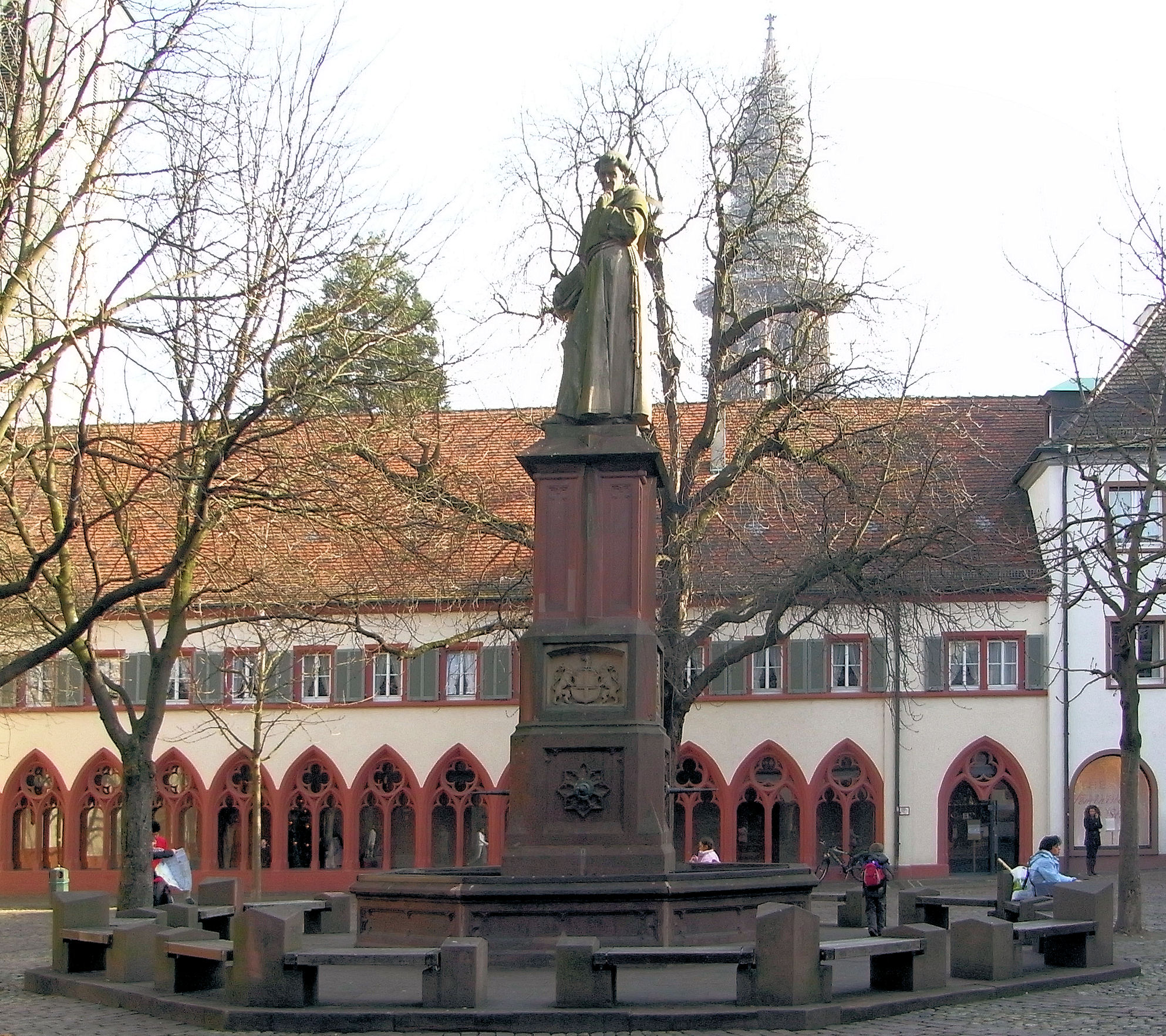
Berthold-Schwarz-Denkmal von Alois Knittel auf dem Rathausplatz, dahinter Teile des alten Kreuzganges

Die Kirche St. Martin (auch als Martinskirche bzw. St. Martinskirche bekannt) ist eine römisch-katholische Pfarrkirche am Rathausplatz in der Freiburger Altstadt und Konventskirche der Dominikaner. Sie ist dem heiligen Martin geweiht und wurde als Klosterkirche eines franziskanischen Konvents errichtet.

## Geschichte
Erbaut wurde die Kirche für die Franziskaner, die sich um 1226 in Freiburg – zunächst in einer der Vorstädte – niedergelassen hatten. Durch den starken Zuwachs an Ordensbrüdern beschloss der Orden, in der Stadt einen weiteren Konvent zu errichten, und bekam dazu 1246 von Konrad I., einem Grafen von Freiburg, die bereits 1206 nachgewiesene St. Martins-Kapelle und weiteren Grund geschenkt. Als die Kapelle zu klein wurde, wurde sie durch eine Kirche ersetzt, die den Raum des heutigen Chores umfasste. Teile eines romanischen Gesimses der ersten Kapelle wurden bei Restaurierungsarbeiten im Chor gefunden. Urkundlich belegt ist, dass die Franziskaner Im Jahre 1262 ein weiteres Grundstück erwarben. In dieser Zeit wurde dann auch der heute noch teilweise erhaltene Kreuzgang erbaut. Die Franziskaner wurden damals aus verschiedenen Richtungen stark gefördert, so dass der Rat der Stadt den weiteren Zukauf von Grundstücken unterband. Im Jahre 1286 wurde der Chorbau vollendet. Das Langhaus wurde erst 1318 fertiggestellt; um die Grundstücksgrenzen zu beachten, knickte man die nördliche Wand des Seitenschiffs ein. Bischof Tillmann von Basel konsekrierte die Kirche 1518 neu.
Nach dem Dreißigjährigen Krieg mussten umfangreiche Reparaturen vorgenommen werden. Dabei wurde der Innenraum barockisiert. In der folgenden Zeit kam einiges an Ausstattung zu der Kirche hinzu. Während der französischen Belagerung in den Jahren 1713/14 wurde die Kirche stark beschädigt. Diese Schäden wurden 1721/24 beseitigt, wobei der Innenraum durch eine Stuckdecke von Franz Joseph Vogel umgestaltet wurde. Schon 1719 wurde an der Westseite ein Barockportal geschaffen, auf dessen Giebel eine Immaculata-Statue zwischen den beiden Ordensheiligen Franz von Assisi und Antonius von Padua steht. 1775 wurde der Tabernakel von Trudpert Walter hinzugefügt. Ab dem Jahre 1785 soll die Kirche auch Pfarrkirche gewesen sein, was aber umstritten ist. Gemälde, Statuen und der Nepomuk-Altar wurden 1792 aus der aufgehobenen Freiburger Predigerkirche übernommen.
1807 begann die Entbarockisierung der Kirche, die von Pfarrer Johann Nepomuk Biechele vorangetrieben wurde, der „Helle, Harmonie, Schönheit und religiöse Einfachheit“ in die Kirche bringen wollte. Einige der Barockaltäre wurden 1816/21 entfernt, der Fußboden wurde mit Steinplatten aus dem Freiburger Münster repariert. 1845 wurden Klostergebäude im Süden und ein Teil des Kreuzgangs abgerissen und damit der Freiburger Rathausplatz geschaffen. 1875/76 wurde durch das Erzbischöfliche Bauamt unter Lukas Engesser der Innenraum ausgeräumt und neugotisch umgestaltet. Dabei wurde auch der Rokoko-Hochaltar entfernt und die Chorfenster wurden wieder geöffnet. In den darauffolgenden Jahren 1877/79 wurde die Marienkapelle als Beicht- und Taufkapelle eingerichtet, dieser folgten in den Jahren 1880/81 Glasmalereien an den Fenstern und 1882 eine neue Orgel. Der Höhepunkt der historisierenden Umgestaltung war die Errichtung des Kirchturms in den Jahren 1890–1893 durch den Freiburger Architekten Max Meckel. Bis dahin hatte die Kirche als Bettelordenskirche nur einen Dachreiter. Der Kirchturm und der heutige Hochaltar gehen auf die Arbeit Heinrich Hansjakobs zurück, des bekanntesten Pfarrers der Kirche, der das Amt von 1884 bis 1913 innehatte. Heinrich Hansjakob ist allerdings als Heimatschriftsteller bekannter geworden denn als Pfarrer.
Die neugotische Ausstattung ging beim Fliegerangriff auf Freiburg am 27. November 1944 verloren: Durch Phosphorbomben geriet die Kirche in Brand und der Turmhelm stürzte in das Kirchenschiff. Das ausgebrannte Gebäude wurde in den Jahren 1949–1951 wieder aufgebaut und am Martinstag 1951 neu geweiht. 1974/1975 wurde der Kirchenbau grundlegend renoviert, wobei auch der Turm ein neues Dach erhielt: Auf den hohen Turmhelm wurde nicht mehr zurückgegriffen, aber das flache Pyramidendach des Wiederaufbaus wurde durch eine steilere Pyramidenform ersetzt.
Seit 2009 haben die Dominikaner die Seelsorge in der Kirche übernommen, womit ein neuer Abschnitt der Kirchenarbeit begann. Am 10. Februar 2012 wurde der Konvent St. Martin errichtet. In der Kirche ist auch die ukrainische griechisch-katholische Gemeinde St. Josaphat beheimatet, dies ist auch an mehreren Ikonen im Kirchraum zu sehen.
Nach Ostern 2017 wurde die Kirche geschlossen und bis zum Patrozinium am 12. November für 750.000 Euro innen saniert. Dabei wurde auch die Orgel ausgebaut, die bis September/Oktober 2020 durch ein neues Instrument mit 45 Registern auf drei Manualen und Pedal der Werkstatt Johannes Klais Orgelbau ersetzt wurde. Währenddessen erklang eine elektronische Orgel. Wände und Säulen wurden neu gestrichen, die Akustik wurde verbessert und die Elektrik erneuert. Die Kirche wird nun mit LED beleuchtet.

## Ausstattung
Die Kirche hat inklusive Chor innen eine Länge von 65 m, ist mit den beiden Seitenschiffen 17,50 m breit und hat beim Langschiff eine Höhe von knapp 12 m. Das schlichte, helle Mittelschiff, das von zwei weniger hohen Seitenschiffen flankiert ist, wird durch Lanzettfenster mit einfachem Maßwerk in den Seitenschiffen sowie einem hohen Fenster in der Westfront belichtet und ist von einer flachen Holzdecke überspannt. Der Chorraum dagegen ist überwölbt. Im vorderen Langhaus sind noch Reste von Malereien aus dem 14. Jahrhundert zu sehen. Ein Malereifragment mit der Darstellung des heiligen Martin stammt aus dem Freiburger Münster und wurde 1975 in der Martinskirche angebracht. Die Verglasung der Chorfenster nach Entwürfen des Freiburger Glasmalers Eduard Stritt stammt aus dem Jahr 1919, die übrigen Fenster wurden in den 1950er Jahren neu gestaltet.
Der Hochaltar, eine Nachbildung des Altars im Doberaner Münster, wurde am 23. Januar 1887 geweiht. Der Entwurf und die Ausführung der Tafelbilder stammen vom Maler Martin von Kiedrich. Die Ausführung des Schrein- und Schnitzwerks stammt von Bildhauer Josef Eberle aus Überlingen. Die musizierenden Engelsfiguren der Predella wurden denen aus Oberwesel nachgebildet. Die beiden Hochreliefs im Schrein stellen die Hochzeit zu Kana und die Brotvermehrung in der Wüste dar. Die inneren Flügelbilder veranschaulichen einerseits die Opfer Melchisedechs und Isaaks sowie den Mannaregen und das Osterlamm. Auf den äußeren Flügelseiten sieht man rechts die Heiligen Augustinus, Sebastian, Martin und Franz von Assisi, links Elisabeth, Klara, Barbara und Katharina.

### Orgel
Die Orgel in St. Martin wurde durch die Orgelbaufirmen Johannes Klais (Bonn) und Manufacture d’Orgues Thomas (Stavelot, Belgien) erbaut und Weihnachten 2020 fertiggestellt. Wegen der Covid-19-Pandemie konnte sie erst im November 2021 geweiht werden. Das Instrument verfügt über 38 Register auf drei Manualwerken und Pedal (außerdem noch drei Transmissionen, sechs Extensionen und eine programmierte Registerschaltung). Die Vorgängerorgel stammte aus dem Jahr 1956 von Orgelbauer Willy Dold.
| I Grand Orgue C–a3 |                   |        |
| 01.                | Montre            | 16′    |
| 02.                | Montre            | 08′    |
| 03.                | Flûte harmonique  | 08′    |
| 04.                | Violoncelle       | 08′    |
| 05.                | Bourdon           | 08′    |
| 06.                | Prestant          | 04′    |
| 07.                | Flûte douce       | 04′    |
| 08.                | Quinte            | 02 ⁄3′ |
| 09.                | Doublette         | 02′    |
| 10.                | Cornet V          | 08′    |
| 11.                | Plein Jeux III–IV | 02′    |
| 12.                | Bombarde          | 16′    |
| 13.                | Trompette         | 08′    |

| II Positif C–a3 |                   |         |
| 14.             | Salicional        | 08′     |
| 15.             | Cor de Nuit       | 08′     |
| 16.             | Principal         | 04′     |
| 17.             | Flûte allemande   | 04′     |
| 18.             | Nasard            | 02 ⁄3′  |
| 19.             | Piccolo           | 02′     |
| 20.             | Tierce            | 01 3⁄5′ |
| 21.             | Larigot           | 01 ⁄3′  |
| 22.             | Fourniture III    | 01 ⁄3′  |
| 23.             | Chalmie-Trompette | 08′     |
| 24.             | Clarinette        | 08′     |
|                 | Tremblant         |         |

| III Récit expressif C–a3 |                      |     |
| 25.                      | Bourdon doux         | 16′ |
| 26.                      | Diapason             | 08′ |
| 27.                      | Flûte traviersière   | 08′ |
| 28.                      | Viole de Gambe       | 08′ |
| 29.                      | Voix céleste         | 08′ |
| 30.                      | Flûte octaviante     | 04′ |
| 31.                      | Octavin              | 02′ |
| 32.                      | Basson               | 16′ |
| 33.                      | Trompette harmonique | 08′ |
| 34.                      | Basson-Hautbois      | 08′ |
| 35.                      | Voix humaine         | 08′ |
|                          | Tremblant            |     |

| Pédale C–g1 |                                |     |
|             | Grand Bourdon (PRS aus Nr. 37) | 32′ |
| 36.         | Flûte                          | 16′ |
|             | Montre (= Nr. 1)               | 16′ |
| 37.         | Soubasse                       | 16′ |
|             | Bourdon doux (= Nr. 25)        | 16′ |
|             | Flûte (aus Nr. 36)             | 08′ |
|             | Bourdon (aus Nr. 37)           | 08′ |
|             | Flûte ouverte (aus Nr. 36)     | 04′ |
| 38.         | Bombarde                       | 16′ |
|             | Basson (= Nr. 32)              | 16′ |
|             | Trompette (aus Nr. 38)         | 08′ |
|             | Clairon (aus Nr. 38)           | 04′ |

### Glocken
Im Jahr 1968 erhielt St. Martin sechs neue Bronze-Glocken aus der Glockengießerei von Friedrich Wilhelm Schilling aus Heidelberg.
| Nr. | Durchmesser | Gewicht | Schlagton |
| --- | ----------- | ------- | --------- |
| 1   | 1567 mm     | 2270 kg | c1        |
| 2   | 1394 mm     | 1875 kg | d1        |
| 3   | 1236 mm     | 1298 kg | e1        |
| 4   | 1106 mm     | 0931 kg | g1        |
| 5   | 0982 mm     | 0654 kg | a1        |
| 6   | 0905 mm     | 0562 kg | c2        |

Eine siebte, historische Glocke steht im Pfarrhof. Sie wurde 1729 von N(icolaus) Rossier (II) und Ioannes Caudrillier gegossen. Ihr Durchmesser beträgt 600 mm und sie ist auf den Schlagton d"+8 gestimmt. Sie hat keine Schäden, die das Klingen beeinträchtigen würde und wäre also läutbar.

## Persönlichkeiten
- Berthold Schwarz soll um 1359 im Freiburger Franziskanerkloster das Schwarzpulver entdeckt haben.
- Bernhard Galura, späterer Fürstbischof von Brixen (1829–1856), war von 1810 bis 1815 Pfarrer von St. Martin
- Heinrich Hansjakob, Pfarrer, Heimatschriftsteller, Historiker und Politiker, war von 1884 bis 1913 Stadtpfarrer von St. Martin.
- Johann Baptist Knebel, deutscher Dekan, Theologe und Ehrendomherr, war von 1916 bis 1924 Stadtpfarrer.
- Franz Philipp, katholischer Kirchenmusiker und Komponist, wirkte von 1919 bis 1924 als Chorleiter und Organist.[13] In dieser Zeit komponierte er vermutlich Sankt Martins Hausherrenlied, das noch heute in St. Martin gesungen wird, insbesondere zum Patronatsfest am 11. November.